# Нагарлагун
Нагарлагун (англ. Naharlagun) — город в индийском штате Аруначал-Прадеш. Расположен на территории округа Папум-Паре.

## География
Расположен в 10 км от административного центра штата, города Итанагар, на высоте около 200 м над уровнем моря.

## Население
По данным переписи 2001 года население города составляет 26 912 человек (14 352 мужчины и 12 560 женщин). Уровень грамотности населения составляет 69 %, что выше, чем средний по стране показатель 59,5 %. Уровень грамотности среди мужчин — 74 %, среди женщин — 62 %. Доля детей в возрасте младше 6 лет — 15 %.

## Транспорт
Имеется железнодорожная станция.